# Saigon (fiume)
Il fiume Saigon (in lingua vietnamita Sông Sài Gòn) è un fiume del sud del Vietnam che nasce nel sud-est della Cambogia.
A 29 km a nord-est di Ho Chi Minh si congiunge con il fiume Dong Nai.